# Казахска хълмиста земя
Казахската хълмиста земя (Саръ Арка, Централноказахстанска хълмиста земя) (на казахски: Сары Арқа – «жълт хребет»); на руски: Казахский мелкосопочник) е обширна равнино-хълмиста територия с отделни нископланински масиви и хребети, разположена в централните и източните части на Казахстан. Дължина от запад на изток около 1200 km, ширина в западната част около 900 km, в източната – около 400 km.

## Геоложки строеж
В геоложко отношение Казахската хълмиста земя влиза в състава на Урало-Монголския геосинклинален пояс. Изградена е от силно дислоцирани метаморфни палеозойски шисти, кварцити, пясъчници и варовици, на места препокрити от мезо-кайнозойски наслаги. До 60% от площта ѝ е заета от интрузивни (гранити, диорити, порфирити) и ефузивни скали. Важно значение за формирането на геоложките структури са имали каледонските и херцинските тектонски нагъвателни етапи, рязко отличаващи се от общия структурен план. Каледонската нагъната структура има североизточно, а херцинската – северозападно простиране. Структурите с каледонска възраст са разпространени предимно в западните, а херцинските – в източните части. В края на палеозоя и началото на мезозоя цялата територия е била разкъсана от разломи. В края на карбона започва континенталния период на региона, когато цялата област е била подложена на голямо издигане и осушаване, който период продължава и понастящем. Вследствие на изветрянето и денудацията, вероятно, цялата образувала се тогава високопланинска област, възникнала в резултат на херцинската орогенеза е била силно понижена и относително заравнена и постепенно придобива съвременният си облик. Хълмистата и нископланинска област се е образувала по пътя на слабите тектонски издигания, деформациите и повторното разчленяване на древния пенеплен, а нископланинските масиви и хребети са резултат от новите локални издигания с голяма амплитуда.

## Географска характеристика

### Географско положение
Казахската хълмиста земя се разполага между Западносибирската равнина на север, долината на река Иртиш и крайните югозападни разклонения на планината Алтай на североизток, Зайсанската котловина и планината Тарбагатай на изток, Балхаш-Алаколската котловина на югоизток, пустинята Бетпак Дала на юг, Туранската низина на югозапад и Тургайската падина на запад.

### Релеф
Западните и северните части на Казахската хълмиста земя се характеризират с предимно заравнения си релеф, като средните абсолютни височини варират от 300 до 500 m. Тук са разположени два нископланински масива: Улутау (1133 m) на запад и Кокшетауското възвишение (връх Синюха, 947 m) на север. Източната част се отличава с по-големите си абсолютни височини (средно от 500 до 1000 m) и по-разчленения си релеф. В централната част на Казахската хълмиста земя се издигат Каркаралинските планини с масива Аксоран 1566 m, (48°25′26″ с. ш. 75°28′16″ и. д. / 48.423889° с. ш. 75.471111° и. д.), най-високата точка на Казахската хълмиста земя, а на изток е разположен хребета Чингизтау (1304 m). Нископланинските масиви, относителната височина на които не превишава 500 – 600 m, са обкръжени от т.нар. (на руски: „мелкосопочник“) – обширни пространства от сравнително висока вълниста равнина, по която в редове или безразборно са разположени многочислени хълмове, група от хълмове с различна форма и геоложки строеж и предимно сухи речни долини между тях и с относителна височина от 10 – 50 m до 100 m.

### Климат
Климатът в района на Казахската хълмиста земя е континентален с рязко нарастваща на сухота на юг и югоизток. Средната януарска температера е от -14 °C до -18 °C, средна юлска 20 – 24 °C. През зимата температурите падат до -40 °C, а през лятото дневните температури достигат до 35 °C и нагоре (в южните части). Годишната сума на валежите е малка 200 – 300 mm (до 370 mm в северните нископланински масиви). През зимата снежната покривка е тънка или почни отсъства. Често явление през лятото са продължителните засушавания.

### Води
През Казахската хълмиста земя преминава вододела между водосборния басейн на река Иртиш и водосборните басейни на реките, течащи на север и юг към безотточни басейн на Южен Сибир и Средна Азия. Най-големите реки принадлежщи към водосборния басейн на река Иртиш са: Ишим с притока си Терсакан, Шаган и др. Към северния (Южносибирски) безотточен басейн се отнасят реките: Нура, Силети, Шидерти и др. Най-големите реки пренадлежащи към Средноазиатския безоточен басейн и губещи се пустинните пясъци са: Тургай, Улъ-Жъланшък, Саръсу и др. Режимът на всички реки водещи началото си от Казахската хълмиста земя е много неравномерен. Те се подхранват основно за сметка на пролетното снеготопене и отчасти от подземни води и имат ясно изразено пролетно пълноводие, през лятото силно намалят, а по-малките пресъхват. Например пролетният отток на река Нура съставлява 88% от годишния ѝ отток, а летният е едва 3%. През зимата всичките реки замръзват, а по-малките замръзват до дъно. Всичките реки в региона на са плавателни. На територята на Казахската хълмиста земя са разположени няколко хиляди малки и големи, предимно солени и непостоянни езера. Най-голямото от тях е езерото Тенгиз, в което се влива река Нура.

### Природни ландшафти
Северната част на Казахската хълмиста земя се отнася към степната зона, заета от различни типчаково-коилови треви, развити върху южни черноземни (частично разорани) почви. Средната част на региона попада в сухата степна зона, заета от типчаково-коилови треви, развити върху тъмнокестеняви (също частично разорани) и кестеняви почви. Южните и източните части на хълмистата земя са заети от полупустини, където се съчетават степни и пустинни растителни съобщества, развити върху светлокестеняви почви. Югоизточната част на областта, около северния бряг на езерото Балхаш попада в пустинната зона. През пролетта за кратко време обширни пространства в степната зона са покриват с буйна тревиста растителност и се използват за пасища.